# San Corbiniano (titolo cardinalizio)
San Corbiniano (in latino: Titulus Sancti Corbiniani) è un titolo cardinalizio istituito da papa Benedetto XVI il 20 novembre 2010 con la bolla Purpuratis Patribus. Il titolo insiste sulla chiesa di San Corbiniano, sita in via Karl Orff. Curiosamente, alla data di istituzione del titolo la chiesa non era ancora stata consacrata, perché in costruzione: è stato lo stesso papa Benedetto XVI a consacrarla il 20 marzo 2011.
Dal 20 novembre 2010 il titolare è il cardinale Reinhard Marx, arcivescovo metropolita di Monaco e Frisinga.

## Titolari
- Reinhard Marx, dal 20 novembre 2010